# Sshe Retina Stimulants
Sshe Retina Stimulants, anche conosciuto come Super-Sound High Energy Retina Stimulants è il progetto solista di Paolo Bandera dei Sigillum S.
Il progetto nato nel 1993 che trae ispirazione da sonorità post-industriali, power electronics e power noise. Le prime pubblicazioni, fino al 1996 furono esclusivamente su cassetta, formato con il quale Sshe Retina Stimulants ancora oggi si misura. Dalla sua nascita ad oggi Paolo Bandera ha pubblicato sotto questo nome 33 album, 9 fra singoli ed Ep e un video live in VHS, oltre alla partecipazione ad una ventina di compilation. Importanti sono anche le collaborazioni con musicisti italiani e non come Iugula-Thor, Aube, Mark Solotroff, Bad Sector, I Burn, The Fortieth Day, Gerstein, MSBR, Terence Hannum .

## Discografia

### Album
- 1993 - Reference Tape 001 (cassetta, autoproduzione)
- 1994 - Reference Tape 002 (cassetta, autoproduzione)
- 1994 - Zatsuon Junk (cassetta, Old Europa Cafe)
- 1994 - Bakemono (cassetta, Kronotop)
- 1994 - Kusa'i (cassetta, G.R.O.S.S.)
- 1995 - Sublimate (cassetta, BloodLust!)
- 1995 - Idioms and Separation (cassetta, Murder Release)
- 1995 - Krionika Soshiki (cassetta, Slaughter Productions)
- 1995 - Some Whores and a Camera Zaibatsu (CD, Old Europa Cafe)
- 1996 - Ketsueki No Eiga (cassetta, Self Abuse Records)
- 1996 - Mark Solotroff & Sshe Retina Stimulants - Excellent Manipulation Of Distorted Tape Death (4xcassetta, BloodLust!)
- 1996 - Sshe Retina Stimulants / Iugula-Thor - Wrist (CD, Ant-Zen)
- 1997 - Environmental Viraltrix (cassetta, Less Than Zero)
- 1997 - Aube vs. Sshe Retina Stimulants - Video Field Recordings (LP picture disc, Ant-Zen)
- 1999 - Monitors (CDr, Maintenance)
- 1999 - Supreme Underground (CDr, Murder Release)
- 2000 - Sshe Retina Stimulants / Bad Sector - Neurotransmitter Actions (CDr, Loud!, Solipsism)
- 2000 - Monitors (CDr, Pre Feed, Eibon Records)
- 2002 - Central Node Recording (CDr, Nihil Market)
- 2002 - I Burn vs. Sshe Retina Stimulants - Subfried Traffic Perfection (CD, Horch!)
- 2005 - Colloidal Urban Semantika (CDr, autoproduzione)
- 2006 - Heaven 39 (Lp+Lp S-side, Diophantine Discs)
- 2006 - Gnostick ± Aktionable (CDr, Diophantine Discs)
- 2007 - The Fortieth Day + Sshe Retina Stimulants - The Fortieth Day + Sshe Retina Stimulants (cassetta & CDr, BloodLust!)
- 2007 - Metropolitan Diode Recordings (11xFile MP3, Radical Matters)
- 2008 - Margini Sonori II (CDr, Show Me Your Wounds Production)
- 2008 - Oozing Americana (cassetta, BloodLust!)
- 2008 - Mark Solotroff + Sshe Retina Stimulants - Excellent Manipulation ff Distorted Tape Death: Part Two - Super Density Assemblage (CDr, BloodLust)
- 2008 - Mark Solotroff + Sshe Retina Stimulants - Excellent Manipulation ff Distorted Tape Death: Part One - The Edit (CDr, BloodLust)
- 2008 - Special Bill (cassetta, Tape Fiend)
- 2008 - Remote Aktion (Lp, Diophantine Discs)
- 2009 - Souls and Waltzes from the Telegraph Frontier (Lp, Urashima)
- 2011 - S (cassetta, Silentes Tapestry)
- 2012 - The Fortieth Day, Sshe Retina Stimulants & Terence Hannum - Advent (cassetta. Land Of Decay)
- 2012 - A Sense Of Dizziness From A Free Form Area (cassetta, Private Edition)
- 2013 - Haunted Wreckage From Geothermic Signature Pools (cassetta, Psych.KG)
- 2013 - Sshe Retina Stimulants And Neil Jendon – A Brutal Case Of Glacial Blasphemy (CDr, BloodLust!)
- 2013 - Gorgeous Primitivism From Quartz Satellites (cassetta, Influencing Machine Records)
- 2014 - Becuzzi, Lyke Wake, Noisedelik, Sshe Retina Stimulants, Uncodified - A Poisonous, Black & White Iridescence Across Dangerously Amorphous Urban Landscapes (CD, Swiss Dark Nights)
- 2015 - Carnaliter Development, Sshe Retina Stimulants & Le Cose Bianche (L.C.B.) - Spatter (doppia cassetta)
- 2015 - Genetic Colonization And Deep Web Commerce: The Sexual Method To Mannheim, Sshe Retina Stimulants & Le Cose Bianche (L.C.B.) - Old Europa Cafe (CDr)

### Singoli e EP
- 1994 - Gerstein / Sshe Retina Stimulants - Harakiri for Seven Strings (CD, 3"  Misty Circles, Purity Records)
- 1995 - Sshe Retina Stimulants / MSBR - Infused Electronics (Acetate 7",  MSBR Records)
- 1995 - Hadaka (7", Ant-Zen)
- 1996 - Iugula-Thor + Sshe Retina Stimulants - Performance Ranges (7", Self Abuse Records)
- 1997 - Amplifiers (7", BloodLust!)
- 2005 - Antimony EP (CDr, 3", Not On Label)
- 2005 - Sshe Retina Stimulants vs. Komplet - Lower East Side Sleaze EP (CDr, 3", Not On
- 2006 - Morphic Aromas (7", BloodLust!)
- 2007 - Post Harmonic Insurrection (CDr, 3", Chondritic Sound)